# The Challenge Argentina
The Challenge Argentina: El Desafío es un reality show de competencia deportiva emitido por Telefe y MTV. Se trata de una adaptación del formato estadounidense The Challenge de la cadena MTV. El programa es presentado por Marley y se estrenó el 13 de febrero de 2023. Después del primer episodio, el reality fue estrenado en Paramount+ y contó con un total de 14 programas.
El premio para el ganador son $15 millones de pesos y un lugar en la versión mundial de The Challenge, donde participará por un premio monetario en dólares.

## Formato
Los participantes, en cada desafío, serán divididos aleatoriamente en parejas (hombre y mujer) enfrentándose a juegos extremos que incluyen agua, tierra y aire. La pareja perdedora irá directamente al duelo de eliminación que será llevado a cabo en una arena, donde tendrán como contrincantes a otra dupla que será elegida por el equipo ganador y allí se producirá la eliminación directa de una de las parejas. Además, los participantes se verán a obligados a convivir en una misma casa.

## Producción
En febrero de 2022, se anunció una nueva serie de temporadas internacionales del formato The Challenge. El formato fue anunciado para realizar cuatro nuevas ediciones internacionales en Australia, Argentina, el Reino Unido y una nueva edición estadounidense. Asimismo, se informó que todas las versiones serían emitidas por un canal territorial afiliado al grupo Paramount y luego de su transmisión estarían disponibles globalmente en la plataforma Paramount+. Más tarde, se comunicó que el reality seguirá con una quinta temporada en la que los ganadores competirán nuevamente en otra edición titulada The Challenge: Global Championship que se transmitirá el 8 de marzo de 2023 por Paramount+.
Las grabaciones de la versión argentina comenzaron el 18 de septiembre del 2022 en un recinto ubicado en la ciudad de Pilar y se extendieron durante dieciocho días.

## Participantes
| Hombres             | Edad | Profesión               | Resultado             |
| ------------------- | ---- | ----------------------- | --------------------- |
| Octavio "Oky" Appo  | 23   | Streamer y cantante     | Subcampeón            |
| Stéfano De Gregorio | 28   | Actor                   | 3.º finalista         |
| Rodrigo Cascón      | 42   | Chef                    | 4.º finalista         |
| Lionel Ferro        | 27   | Actor y youtuber        | 7.º finalista         |
| Adrián Cormillot    | 49   | Médico                  | 6.to / 5.to eliminado |
| Benjamín Alfonso    | 38   | Actor                   | 4.to eliminado        |
| Rodrigo Mora        | 35   | Futbolista retirado     | 3.er eliminado        |
| Lizardo Ponce       | 33   | Periodista e influencer | 2.do eliminado        |
| Fernando Burlando   | 58   | Abogado                 | 1.er eliminado        |

| Mujeres                 | Edad | Profesión                | Resultado             |
| ----------------------- | ---- | ------------------------ | --------------------- |
| Sol Pérez               | 29   | Conductora de televisión | Ganadora              |
| Eva Bargiela            | 30   | Modelo                   | 5.ª finalista         |
| Claudia Albertario      | 45   | Actriz                   | 6.ª finalista         |
| Julieta Puente          | 29   | Periodista e influencer  | 8.ª finalista         |
| María Fernanda Callejón | 59   | Actriz                   | 6.ta / 4.ta eliminada |
| Virginia Elizalde       | 67   | Modelo retirada          | 5.ta eliminada        |
| Sofía "Jujuy" Jiménez   | 32   | Modelo                   | 3.ra eliminada        |
| Florencia Tesouro       | 37   | Modelo                   | 2.da eliminada        |
| Carolina Duer           | 44   | Boxeadora                | 1.ra eliminada        |

- Claudia, Jujuy, Benja y Rodri participaron en The Challenge: World Championship representando a Argentina, aunque todos fueron eliminados: Claudia (1.ª eliminada), Jujuy (2.ª eliminada), Rodri (3.º eliminado) y Benja (6.º eliminado)

- Jujuy participó en The Challenge: Batalla por un Nuevo Campeón, siendo la 3.ª eliminada

## Proceso del juego
| Episodio | Episodio            | Ganadores             | Participantes de la Arena | Participantes de la Arena | Juego de la Arena   | Resultado de la Arena   | Resultado de la Arena     |
| N.º      | Desafío             | Ganadores             | Último lugar              | Elección de los ganadores | Juego de la Arena   | Ganadores               | Eliminados                |
| -------- | ------------------- | --------------------- | ------------------------- | ------------------------- | ------------------- | ----------------------- | ------------------------- |
| 1/2      | El patrón letal     | Julieta y Oky         | Carolina y Fernando       | Eva y Adrián              | Enredo piramidal    | Eva y Adrián            | Carolina y Fernando       |
| 3/4      | Remo y corona       | Julieta y Rodrigo C.  | Florencia y Lizardo       | María Fernanda y Adrián   | Hacete la rata      | María Fernanda y Adrián | Florencia y Lizardo       |
| 5/6      | Respuesta boleadora | Virginia y Rodrigo C. | Sofía y Rodrigo M.        | Claudia y Oky             | Me muevo, te mueves | Claudia y Oky           | Sofía y Rodrigo M.        |
| 7/8      | Habemus barril      | Eva y Rodrigo C.      | María Fernanda y Benjamín | Julieta y Lionel          | En tu cara          | Julieta y Lionel        | María Fernanda y Benjamín |
| 9/10     | La guerra fría      | Sol y Oky             | Virginia y Adrián         | Claudia y Rodrigo C.      | Rotas cadenas       | Claudia y Rodrigo C.    | Virginia y Adrián         |
| 11/12    | Te cayó la ficha    | Eva                   | Claudia                   | María Fernanda            | Tire y empuje       | Claudia                 | María Fernanda            |
| 11/12    | Te cayó la ficha    | Rodrigo C.            | Oky                       | Adrián                    | Tire y empuje       | Oky                     | Adrián                    |

## Resultados generales
| Sol            | Segura    | Segura    | Segura    | Segura    | Gana      | Segura    | Segura        | Ganadora      |  |  |  |  |  |  |  |  |  |  |  |  |  |  |  |  |  |  |  |  |  |  |  |  |  |  |  |  |  |  |  |  |  |  |  |  |  |  |  |  |  |  |  |  |  |  |  |  |  |  |  |  |  |  |
| Oky            | Gana      | Seguro    | Arena     | Seguro    | Gana      | Arena     | Seguro        | Subcampeón    |  |  |  |  |  |  |  |  |  |  |  |  |  |  |  |  |  |  |  |  |  |  |  |  |  |  |  |  |  |  |  |  |  |  |  |  |  |  |  |  |  |  |  |  |  |  |  |  |  |  |  |  |  |  |
| Stéfano        | Seguro    | Seguro    | Seguro    | Seguro    | Seguro    | Seguro    | Segura        | 3.º finalista |  |  |  |  |  |  |  |  |  |  |  |  |  |  |  |  |  |  |  |  |  |  |  |  |  |  |  |  |  |  |  |  |  |  |  |  |  |  |  |  |  |  |  |  |  |  |  |  |  |  |  |  |  |  |
| Rodrigo C.     | Seguro    | Gana      | Gana      | Gana      | Arena     | Gana      | Seguro        | 4.ª finalista |  |  |  |  |  |  |  |  |  |  |  |  |  |  |  |  |  |  |  |  |  |  |  |  |  |  |  |  |  |  |  |  |  |  |  |  |  |  |  |  |  |  |  |  |  |  |  |  |  |  |  |  |  |  |
| Eva            | Arena     | Segura    | Segura    | Gana      | Segura    | Gana      | Segura        | 5.ª finalista |  |  |  |  |  |  |  |  |  |  |  |  |  |  |  |  |  |  |  |  |  |  |  |  |  |  |  |  |  |  |  |  |  |  |  |  |  |  |  |  |  |  |  |  |  |  |  |  |  |  |  |  |  |  |
| Claudia        | Segura    | Segura    | Arena     | Segura    | Arena     | Arena     | Segura        | 6.ª finalista |  |  |  |  |  |  |  |  |  |  |  |  |  |  |  |  |  |  |  |  |  |  |  |  |  |  |  |  |  |  |  |  |  |  |  |  |  |  |  |  |  |  |  |  |  |  |  |  |  |  |  |  |  |  |
| Lionel         | Seguro    | Seguro    | Seguro    | Arena     | Seguro    | Seguro    | 7.º finalista |               |  |  |  |  |  |  |  |  |  |  |  |  |  |  |  |  |  |  |  |  |  |  |  |  |  |  |  |  |  |  |  |  |  |  |  |  |  |  |  |  |  |  |  |  |  |  |  |  |  |  |  |  |  |  |
| Julieta        | Gana      | Gana      | Segura    | Arena     | Segura    | Segura    | 8.ª finalista |               |  |  |  |  |  |  |  |  |  |  |  |  |  |  |  |  |  |  |  |  |  |  |  |  |  |  |  |  |  |  |  |  |  |  |  |  |  |  |  |  |  |  |  |  |  |  |  |  |  |  |  |  |  |  |
| Adrián         | Arena     | Arena     | Seguro    | Seguro    | Eliminado | Eliminado |               |               |  |  |  |  |  |  |  |  |  |  |  |  |  |  |  |  |  |  |  |  |  |  |  |  |  |  |  |  |  |  |  |  |  |  |  |  |  |  |  |  |  |  |  |  |  |  |  |  |  |  |  |  |  |  |
| María Fernanda | Segura    | Arena     | Segura    | Eliminada |           | Eliminada |               |               |  |  |  |  |  |  |  |  |  |  |  |  |  |  |  |  |  |  |  |  |  |  |  |  |  |  |  |  |  |  |  |  |  |  |  |  |  |  |  |  |  |  |  |  |  |  |  |  |  |  |  |  |  |  |
| Virginia       | Segura    | Segura    | Gana      | Seguro    | Eliminada |           |               |               |  |  |  |  |  |  |  |  |  |  |  |  |  |  |  |  |  |  |  |  |  |  |  |  |  |  |  |  |  |  |  |  |  |  |  |  |  |  |  |  |  |  |  |  |  |  |  |  |  |  |  |  |  |  |
| Benjamín       | Seguro    | Seguro    | Seguro    | Eliminado |           |           |               |               |  |  |  |  |  |  |  |  |  |  |  |  |  |  |  |  |  |  |  |  |  |  |  |  |  |  |  |  |  |  |  |  |  |  |  |  |  |  |  |  |  |  |  |  |  |  |  |  |  |  |  |  |  |  |
| Rodrigo M.     | Seguro    | Seguro    | Eliminado |           |           |           |               |               |  |  |  |  |  |  |  |  |  |  |  |  |  |  |  |  |  |  |  |  |  |  |  |  |  |  |  |  |  |  |  |  |  |  |  |  |  |  |  |  |  |  |  |  |  |  |  |  |  |  |  |  |  |  |
| Sofía          | Segura    | Segura    | Eliminada |           |           |           |               |               |  |  |  |  |  |  |  |  |  |  |  |  |  |  |  |  |  |  |  |  |  |  |  |  |  |  |  |  |  |  |  |  |  |  |  |  |  |  |  |  |  |  |  |  |  |  |  |  |  |  |  |  |  |  |
| Florencia      | Segura    | Eliminada |           |           |           |           |               |               |  |  |  |  |  |  |  |  |  |  |  |  |  |  |  |  |  |  |  |  |  |  |  |  |  |  |  |  |  |  |  |  |  |  |  |  |  |  |  |  |  |  |  |  |  |  |  |  |  |  |  |  |  |  |
| Lizardo        | Seguro    | Eliminado |           |           |           |           |               |               |  |  |  |  |  |  |  |  |  |  |  |  |  |  |  |  |  |  |  |  |  |  |  |  |  |  |  |  |  |  |  |  |  |  |  |  |  |  |  |  |  |  |  |  |  |  |  |  |  |  |  |  |  |  |
| Carolina       | Eliminada |           |           |           |           |           |               |               |  |  |  |  |  |  |  |  |  |  |  |  |  |  |  |  |  |  |  |  |  |  |  |  |  |  |  |  |  |  |  |  |  |  |  |  |  |  |  |  |  |  |  |  |  |  |  |  |  |  |  |  |  |  |
| Fernando       | Eliminado |           |           |           |           |           |               |               |  |  |  |  |  |  |  |  |  |  |  |  |  |  |  |  |  |  |  |  |  |  |  |  |  |  |  |  |  |  |  |  |  |  |  |  |  |  |  |  |  |  |  |  |  |  |  |  |  |  |  |  |  |  |

     El concursante/equipo ganó el desafío diario.
     El concursante ganó en la Arena.
     El concursante perdió en la Arena y fue eliminado.

## Equipos
Un algoritmo asigna a los jugadores un nuevo compañero del género opuesto para cada ciclo del juego. A los jugadores se les debe asignar un nuevo compañero con el que no hayan sido emparejados anteriormente, y no pueden tener el mismo compañero dos veces seguidas si ya se han asociado con cada jugador elegible restante.
| Claudia     | Lizardo     | Rodrigo M.  | Oky         | Adrián      | Rodrigo C. | Sin parejas | Oky     | Stéfano | Lionel  | Rodrigo |  |  |  |  |  |  |  |  |  |  |  |  |  |  |  |  |  |  |  |  |  |  |  |  |  |  |  |  |  |  |  |  |  |  |  |  |  |  |  |  |  |  |  |  |  |  |  |  |  |  |  |
| Eva         | Adrián      | Stéfano     | Benjamín    | Rodrigo C.  | Lionel     | Sin parejas | Stéfano | Rodrigo | Oky     | Lionel  |  |  |  |  |  |  |  |  |  |  |  |  |  |  |  |  |  |  |  |  |  |  |  |  |  |  |  |  |  |  |  |  |  |  |  |  |  |  |  |  |  |  |  |  |  |  |  |  |  |  |  |
| Julieta     | Oky         | Rodrigo C.  | Adrián      | Lionel      | Stéfano    | Sin parejas | Rodrigo | Lionel  | Stéfano | Oky     |  |  |  |  |  |  |  |  |  |  |  |  |  |  |  |  |  |  |  |  |  |  |  |  |  |  |  |  |  |  |  |  |  |  |  |  |  |  |  |  |  |  |  |  |  |  |  |  |  |  |  |
| Lionel      | Mª Fernanda | Virginia    | Sol         | Julieta     | Eva        | Sin parejas | Sol     | Julieta | Claudia | Eva     |  |  |  |  |  |  |  |  |  |  |  |  |  |  |  |  |  |  |  |  |  |  |  |  |  |  |  |  |  |  |  |  |  |  |  |  |  |  |  |  |  |  |  |  |  |  |  |  |  |  |  |
| Oky         | Julieta     | Sofía       | Claudia     | Virginia    | Sol        | Sin parejas | Claudia | Sol     | Eva     | Julieta |  |  |  |  |  |  |  |  |  |  |  |  |  |  |  |  |  |  |  |  |  |  |  |  |  |  |  |  |  |  |  |  |  |  |  |  |  |  |  |  |  |  |  |  |  |  |  |  |  |  |  |
| Rodrigo C.  | Florencia   | Julieta     | Virginia    | Eva         | Claudia    | Sin parejas | Julieta | Eva     | Sol     | Claudia |  |  |  |  |  |  |  |  |  |  |  |  |  |  |  |  |  |  |  |  |  |  |  |  |  |  |  |  |  |  |  |  |  |  |  |  |  |  |  |  |  |  |  |  |  |  |  |  |  |  |  |
| Sol         | Rodrigo M.  | Benjamín    | Lionel      | Stéfano     | Oky        | Sin parejas | Lionel  | Oky     | Rodrigo | Stéfano |  |  |  |  |  |  |  |  |  |  |  |  |  |  |  |  |  |  |  |  |  |  |  |  |  |  |  |  |  |  |  |  |  |  |  |  |  |  |  |  |  |  |  |  |  |  |  |  |  |  |  |
| Stéfano     | Sofía       | Eva         | Mª Fernanda | Sol         | Julieta    | Sin parejas | Eva     | Claudia | Julieta | Sol     |  |  |  |  |  |  |  |  |  |  |  |  |  |  |  |  |  |  |  |  |  |  |  |  |  |  |  |  |  |  |  |  |  |  |  |  |  |  |  |  |  |  |  |  |  |  |  |  |  |  |  |
| Adrián      | Eva         | Mª Fernanda | Julieta     | Claudia     | Virginia   | Sin parejas |         |         |         |         |  |  |  |  |  |  |  |  |  |  |  |  |  |  |  |  |  |  |  |  |  |  |  |  |  |  |  |  |  |  |  |  |  |  |  |  |  |  |  |  |  |  |  |  |  |  |  |  |  |  |  |
| Mª Fernanda | Lionel      | Adrián      | Stéfano     | Benjamín    |            | Sin parejas |         |         |         |         |  |  |  |  |  |  |  |  |  |  |  |  |  |  |  |  |  |  |  |  |  |  |  |  |  |  |  |  |  |  |  |  |  |  |  |  |  |  |  |  |  |  |  |  |  |  |  |  |  |  |  |
| Virginia    | Benjamín    | Lionel      | Rodrigo C.  | Oky         | Adrián     |             |         |         |         |         |  |  |  |  |  |  |  |  |  |  |  |  |  |  |  |  |  |  |  |  |  |  |  |  |  |  |  |  |  |  |  |  |  |  |  |  |  |  |  |  |  |  |  |  |  |  |  |  |  |  |  |
| Benjamín    | Virginia    | Sol         | Eva         | Mª Fernanda |            |             |         |         |         |         |  |  |  |  |  |  |  |  |  |  |  |  |  |  |  |  |  |  |  |  |  |  |  |  |  |  |  |  |  |  |  |  |  |  |  |  |  |  |  |  |  |  |  |  |  |  |  |  |  |  |  |
| Rodrigo M.  | Sol         | Claudia     | Sofía       |             |            |             |         |         |         |         |  |  |  |  |  |  |  |  |  |  |  |  |  |  |  |  |  |  |  |  |  |  |  |  |  |  |  |  |  |  |  |  |  |  |  |  |  |  |  |  |  |  |  |  |  |  |  |  |  |  |  |
| Sofía       | Stéfano     | Oky         | Rodrigo M.  |             |            |             |         |         |         |         |  |  |  |  |  |  |  |  |  |  |  |  |  |  |  |  |  |  |  |  |  |  |  |  |  |  |  |  |  |  |  |  |  |  |  |  |  |  |  |  |  |  |  |  |  |  |  |  |  |  |  |
| Lizardo     | Claudia     | Florencia   |             |             |            |             |         |         |         |         |  |  |  |  |  |  |  |  |  |  |  |  |  |  |  |  |  |  |  |  |  |  |  |  |  |  |  |  |  |  |  |  |  |  |  |  |  |  |  |  |  |  |  |  |  |  |  |  |  |  |  |
| Florencia   | Rodrigo C.  | Lizardo     |             |             |            |             |         |         |         |         |  |  |  |  |  |  |  |  |  |  |  |  |  |  |  |  |  |  |  |  |  |  |  |  |  |  |  |  |  |  |  |  |  |  |  |  |  |  |  |  |  |  |  |  |  |  |  |  |  |  |  |
| Fernando    | Carolina    |             |             |             |            |             |         |         |         |         |  |  |  |  |  |  |  |  |  |  |  |  |  |  |  |  |  |  |  |  |  |  |  |  |  |  |  |  |  |  |  |  |  |  |  |  |  |  |  |  |  |  |  |  |  |  |  |  |  |  |  |
| Carolina    | Fernando    |             |             |             |            |             |         |         |         |         |  |  |  |  |  |  |  |  |  |  |  |  |  |  |  |  |  |  |  |  |  |  |  |  |  |  |  |  |  |  |  |  |  |  |  |  |  |  |  |  |  |  |  |  |  |  |  |  |  |  |  |

## Episodios
| N.º Programa | Título        | Estreno               | Audiencia |
| ------------ | ------------- | --------------------- | --------- |
| 1            | «Episodio 1»  | 13 de febrero de 2023 | 20.1      |
| 2            | «Episodio 2»  | 14 de febrero de 2023 | 14.7      |
| 3            | «Episodio 3»  | 15 de febrero de 2023 | 15.6      |
| 4            | «Episodio 4»  | 16 de febrero de 2023 | 15.7      |
| 5            | «Episodio 5»  | 20 de febrero de 2023 | 11.5      |
| 6            | «Episodio 6»  | 21 de febrero de 2023 | 13.5      |
| 7            | «Episodio 7»  | 22 de febrero de 2023 | 12.1      |
| 8            | «Episodio 8»  | 23 de febrero de 2023 | 14.9      |
| 9            | «Episodio 9»  | 27 de febrero de 2023 | 13.4      |
| 10           | «Episodio 10» | 28 de febrero de 2023 | 13.6      |
| 11           | «Episodio 11» | 1 de marzo de 2023    | 10.6      |
| 12           | «Episodio 12» | 2 de marzo de 2023    | 13.1      |
| 13           | «Episodio 13» | 6 de marzo de 2023    | 12.7      |
| 14           | «Episodio 14» | 7 de marzo de 2023    | 14.5      |

## Premios y nominaciones
| Lista de premios y nominaciones | Lista de premios y nominaciones | Lista de premios y nominaciones                     | Lista de premios y nominaciones | Lista de premios y nominaciones | Lista de premios y nominaciones |
| Año                             | Organización                    | Categoría                                           | Nominado/a(s)                   | Resultado                       | Ref(s)                          |
| ------------------------------- | ------------------------------- | --------------------------------------------------- | ------------------------------- | ------------------------------- | ------------------------------- |
| 2023                            | Produ Awards                    | Mejor contenido de realidad de competencia adaptado | The Challenge Argentina         | Nominado                        | [ 33 ]                          |